# 1221

## Събития
- Основан е Нижни Новгород, град в Русия

## Встъпили на престол
- Канемска империя – Дунама Дабалеми (1221-1259)
- Никейска империя – Йоан III Дука Ватаци (1221-1254)